# 华为Mate系列
华为Mate系列（之前称为华为Ascend Mate系列）是中国通讯设备制造商华为面向消费者发售的高階平板手机系列，与华为Pura系列（原P系列）共同为华为旗舰级别的高端智能手机。自2016年，Mate系列搭载有后置徕卡鏡頭，2019年開始生產可摺疊式智能手機。2022年3月31日起，华为与徕卡的合作结束，之后华为推出自研影像品牌“华为影像 XMAGE”。

## 型号
| 2013 | 华为Ascend Mate               |
| 2014 | 华为Ascend Mate 2             |
| 2014 | 华为Ascend Mate 7             |
| 2015 | 华为Ascend Mate 7 Monarch     |
| 2015 | 华为Mate S                    |
| 2015 | 华为Mate 8                    |
| 2016 | 华为Mate 9                    |
| 2017 | 华为Mate 9 Porsche Design     |
| 2017 | 华为Mate 9 Pro                |
| 2017 | 华为Mate 10                   |
| 2017 | 华为Mate 10 Lite              |
| 2017 | 华为Mate 10 Pro               |
| 2017 | 华为Mate 10 Porsche Design    |
| 2018 | 华为Mate 20 Lite              |
| 2018 | 华为Mate 20                   |
| 2018 | 华为Mate 20 Pro               |
| 2018 | 华为Mate 20 X                 |
| 2018 | 华为Mate 20 RS Porsche Design |
| 2019 | 华为Mate 20 X 5G              |
| 2019 | 华为Mate 30                   |
| 2019 | 华为Mate 30 5G                |
| 2019 | 华为Mate 30 Pro               |
| 2019 | 华为Mate 30 Pro 5G            |
| 2019 | 华为Mate 30 RS Porsche Design |
| 2019 | 华为Mate X                    |
| 2020 | 华为Mate Xs                   |
| 2020 | 华为Mate 30E Pro 5G           |
| 2020 | 华为Mate 40                   |
| 2020 | 华为Mate 40 Pro               |
| 2020 | 华为Mate 40 Pro+              |
| 2020 | 华为Mate 40 RS Porsche Design |
| 2021 | 华为Mate X2                   |
| 2022 | 华为Mate Xs 2                 |
| 2022 | 华为Mate 50                   |
| 2022 | 华为Mate 50E                  |
| 2022 | 华为Mate 50 Pro               |
| 2022 | 华为Mate 50 RS Porsche Design |
| 2023 | 华为Mate X3                   |
| 2023 | 华为Mate X5                   |
| 2023 | 华为Mate 60                   |
| 2023 | 华为Mate 60 Pro               |
| 2023 | 华为Mate 60 Pro+              |
| 2023 | 华为Mate 60 RS                |
| 2024 | 华为Mate XT 非凡大师          |

### 华为Ascend Mate
该机于2013年CES上公布，2013年2月在中国发售，并于同年3月在全球发售。该机提供了分辨率为720×1280的6.1英寸IPS屏幕，1GB或2GB的运行内存以及4050mAH的电池。

### 华为Ascend Mate 2 4G
华为Ascend Mate的后续机型，于2014年CES上公布。比其前身更为轻薄，增加了对LTE的支持，并能够使用自己的电池为其它USB设备充电。该机使用高通骁龙400处理器，同样提供720×1280的高清6.1英寸IPS显示屏。

### 华为Ascend Mate 7
该机于2014年9月在德国柏林IFA展上发布。与前代Mate 2 4G相比，屏幕改为1080×1920全高清显示屏，同时处理器也改为华为自主研发的海思麒麟925。

### 华为Mate S
华为Mate S是2015年9月在德国IFA展推出的旗舰智能手机，搭载Android 5.1 with EMUI 3.1操作系统，配有5.5英寸1080×1920分辨率的显示屏、海思麒麟935八核处理器以及3GB的随机存取内存。

### 华为Mate 8
该机为华为Mate 7的后续版本，设计风格与Mate 7类似，同样采用了6.0英寸的全高清显示屏以及2.5D弧面玻璃，并搭载了海思麒麟950芯片和Android 6.0操作系统。

### 华为Mate 9
华为Mate 8的换代产品，包括Mate 9、Mate 9 Pro和Mate 9保时捷设计版三个版本，于2016年11月3日发布。该款手机采用5.9寸2.5D弧面玻璃超大屏，提供1080×1920像素的全高清分辨率，同时搭载麒麟960芯片，预装基于Android 7.0的EMUI 5.0系统。

### 华为Mate 10
华为Mate 9的换代产品，包括Mate 10、Mate 10 Pro和Mate 10 Pro保时捷设计版，于2017年10月16日发布。该机搭载麒麟970芯片，AI能力有着极大的提升，摄像头为徕卡双镜头。

### 华为Mate RS
华为Mate RS保时捷设计于2018年4月12日发布。采用6英寸2880×1440分辨率柔性AMOLED显示屏，并配备四曲面3D弧形玻璃，搭载麒麟970芯片，并且采用了与华为P20 Pro相同的三镜头方案。

### 华为Mate SE
华为面向美国市场推出的中低端手机，实为荣耀7X的美国版本，2018年3月发售。该机采用麒麟659芯片，提供4GB内存和64GB存储空间。

### 华为Mate 20
华为Mate 10系列的换代产品，欧洲版本于2018年10月16日在英国伦敦发布，中国版本于2018年10月26日在中国上海发布。包括Mate 20、Mate 20 Pro、Mate 20 X以及保时捷设计Mate 20 RS版本。华为Mate 20系列是首款搭载麒麟980芯片的AI智能手机，搭载了双NPU人工智能处理芯片。

### 华为Mate X
华为第一款带有5G网络并可摺疊式智能手機，于2019年2月24日在伦敦MWC2019发布，于2019年10月份发售。

### 华为Mate 30
华为Mate 20系列的换代产品，欧洲版本于2019年9月19日在德国慕尼黑发布。国行版本于同年9月26日在中国上海发布，Mate 30系列搭載海思麒麟990芯片，並支持5G網絡。
由於受到華為列入美國實體清單限制，Mate 30系列無法預裝Google系列應用，之后媒体宣称華為允許Mate 30系列解鎖BootLoader，但随后華為方面否認了這一說法。

### 华为Mate 40
华为Mate 30系列的换代产品，于2020年10月22日发布，包括Mate 40、Mate 40 Pro、Mate 40Pro+以及Mate 40 RS 保时捷设计。Mate 40系列搭载 5nm 的海思麒麟9000芯片。由于受到美方制裁，余承东表示，“华为芯片只接受了9月15号之前的定单，所以今年可能是最后一代华为麒麟高端芯片。”

### 华为Mate X2
华为Mate X的换代产品，于2021年2月22日正式发布并开启预约。是华为第一款内折方案的可折叠式智能手机。

### 华为Mate Xs 2
2022年4月28日，华为发布折叠手机华为Mate Xs 2，售價9999元起。

### 華為Mate 50
2022年9月6日，华为Mate 50系列發佈。

### 华为Mate X3
华为Mate X2的换代产品，于2023年3月23日发布，同年4月7日开售，售价12999起。

### 华为Mate 60
2023年9月12日发布的平板手机系列，包括Mate 60、Mate 60 Pro、Mate 60 Pro+和Mate 60 RS非凡大师（原保时捷设计）。Mate 60系列搭载海思自研的麒麟9000S处理器，也标志着麒麟高端芯片实现自产。其中Mate60 Pro还内置了天通卫星电话功能，可借助天通一号卫星，在没有地面基站网络信号的情况下拨打、接听卫星电话。

### 华为Mate XT 非凡大师
2024年9月10日发布的三折叠手机，是华为品牌旗下以及世界上第一款量产的三面屏幕折叠的可摺疊式智能手機。单屏大小6.4英寸、三屏完整大小为10.2英寸，由劉德華代言，担任形象大使。售价19999元人民币起，将于9月20日正式开售。